# Marí Civera Martínez
Marí Civera Martínez   (València, 1900 - Ciutat de Mèxic, 1975) va ser un periodista, sindicalista i polític valencià.
Nascut en una família de classe mitjana de València va estudiar comptabilitat i va entrar a treballar en una consignatària de fusta del barri del Grau. El 1919 es va afiliar a la CNT i va acudir al Congrés Nacional del sindicat a Madrid com a delegat del Sindicat Únic de Treballadors del Comerç de València, que va defensar la proposta de creació de sindicats de professionals liberals, amb la finalitat d'eixamplar l'espai del sindicat i donar cabuda a intel·lectuals i a professionals liberals.
El 20 de gener de 1925 entrà a formar part de la maçoneria, a la lògia Pàtria Nova, pertanyent al Gran Orient Espanyol. Hi va formar part fins ja entrada la Guerra Civil espanyola, possiblement fins al 1937.
El 1930 va començar la seua tasca d'editor amb els Cuadernos de Cultura, una publicació quinzenal que també dirigia, i que es distribuïa amb les revistes anarquistes Estudios primer i amb Orto després. Aquests quaderns —què continuarien publicant-se fins al 1933— tractaren multitud de temes, des d'economia fins a sociologia, passant per la filosofia. Però a més a més, donaren cabuda a autors marxistes, socialistes, republicans i liberals antimonàrquics, amb la voluntat de formar a la classe obrera i assenyalant la seua evolució ideològica posterior, amb l'allunyament de l'ortodòxia anarquista.
El 1931 publica la seua obra El sindicalismo. Historia, filosofia, economia, de la qual es vengueren més de deu mil còpies i gràcies a la qual augmentà el seu reconeixement dins el món del sindicalisme anarquista. Entre 1932 i 1934 dirigí la revista mensual valenciana "Orto", on publicaren articles Andreu Nin, Josep Renau, Àngel Pestaña, Valeriano Orobón Fernández, Émile Armand, etc. El 1933 obtingué una plaça de funcionari a l'Institut del Vi de Madrid. Només un any després prengué part en la constitució del Partit Sindicalista d'Ángel Pestaña. Aviat va convertir-se en un dels ideòlegs de referència del partit i va començar a col·laborar al seu òrgan d'expressió, El Sindicalista.
El 1936 tornà a València, on continua la seua militància al Partit Sindicalista. A l'estiu, ja en plena Guerra Civil, es va fer càrrec de la direcció del diari El Pueblo, antic diari blasquista, confiscat i editat pels obrers, que portà com a subtítol Diario del Partido Sindicalista. Un any després, el 1937, va ser membre fundador de la Secció d'Estudis Econòmics de l'Institut d'Estudis Valencians, què havia creat el conseller Francesc Bosch i Morata i que dirigia Rafael Font de Mora.
El 28 de novembre de 1937 es traslladà a Barcelona i substituí Ángel Pestaña al capdavant de la direcció del periòdic Mañana, òrgan d'expressió de la Federació Catalana del Partit Sindicalista. Pocs dies després, l'11 de desembre, morí Pestaña i passà a assumir la presidència del partit.
En finalitzar la Guerra Civil va creuar els Pirineus i va ser internat al camp de concentració d'Argelers. Hi estigué alguns mesos fins que aconseguí un visat per anar a Mèxic. El 8 de setembre de 1942 embarcà a Marsella al Maréchal Lyautey rumb a Casablanca, fent escala a Orà. I des de Casablanca a bord del Nyassa arribà a Veracruz el 16 d'octubre.
S'instal·là a Mèxic DF des d'on continuà la seua tasca d'editor, treballant com a gerent de l'editorial Uteha, amb Estanislau Ruiz Ponseti i l'exmembre del Partit Sindicalista Agustí Cabruja Auguet. Durant tot l'exili va col·laborar amb la Casa Regional Valenciana i en publicacions com ara Levante i Mediterrani, de la qual fou director, així com amb La Nostra Revista, Quaderns de l'Exili, La Humanitat, CNT, Espoir, Horizontes...

## Obres
Entre les seves publicacions destaquen La política del porvenir (1928), Sindicalismo (1930), La formación de la economía política (1930), El marxismo. Origen, desarrollo y transformación (1930), El sindicalismo. Historia, filosofía, economía (1931), Socialismo (1931), El sindicalismo y la economía actual (1936), España contra el fascismo. La guerra civil desde el punto de vista internacional (1936), La sensibilidad en el mundo (1938), Rebelión del hombre (1948), Presencia del hombre (1957), La industrialización del espíritu: evolucion de las doctrinas sociales de vanguardia (1962) i El sindicalismo. Origen y doctrina (1963). Marí Civera Martínez va morir el 25 de maig de 1975 a la Ciutat de Mèxic (Mèxic).